# Der Pfadfinder
Der Pfadfinder (englisch The Pathfinder, or The Inland Sea) ist ein 1840 veröffentlichter Abenteuer- und Gesellschaftsroman des amerikanischen Schriftstellers James Fenimore Cooper (1789–1851). Der Roman erschien als der vierte Band des fünfteiligen Lederstrumpf-Zyklus. Im chronologischen Handlungsablauf der Serie bildet der Roman den dritten Band.

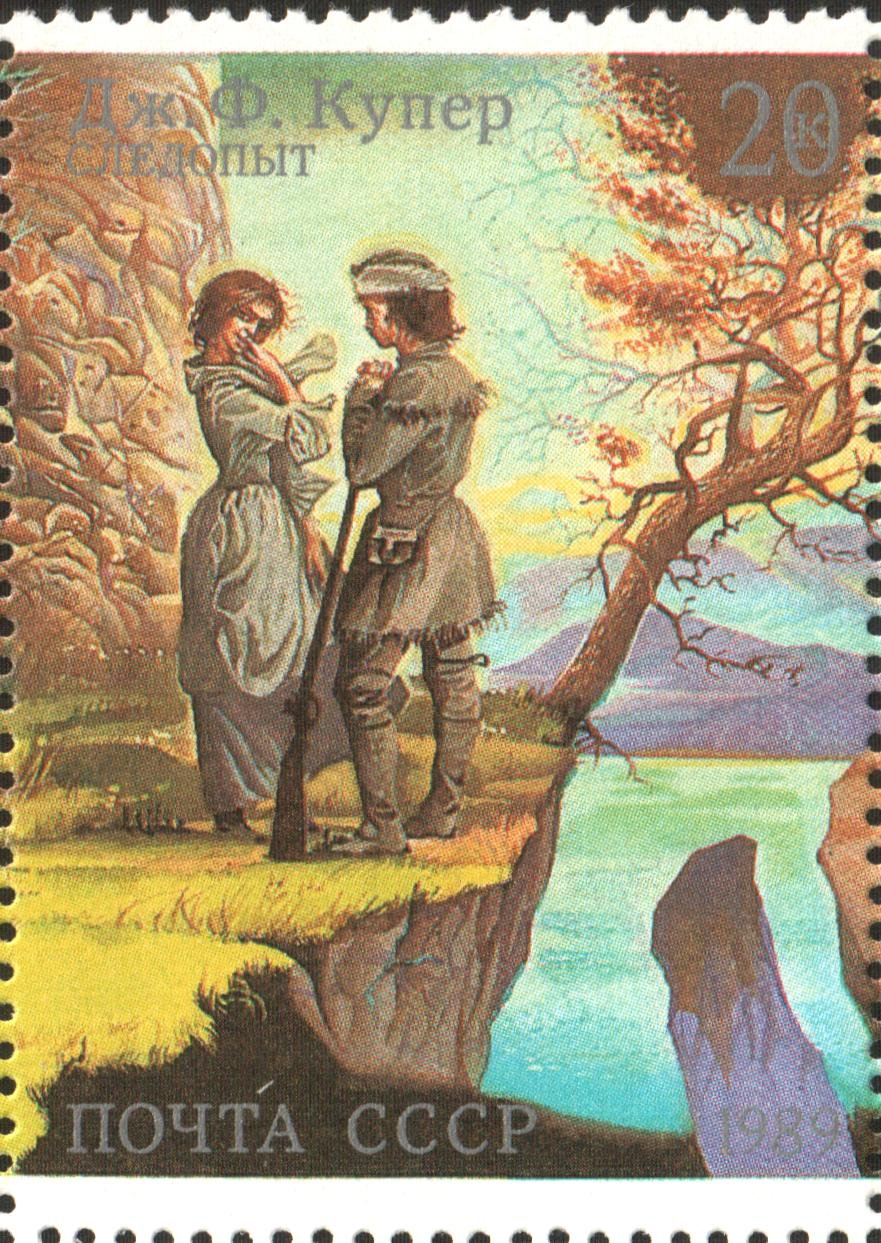
Der Pfadfinder (Sowjetische Briefmarkenausgabe zu Ehren des 200. Geburtstages von J. F. Cooper, 1989)

## Inhalt
Die Geschichte spielt in den späten 1750er Jahren während des Franzosen- und Indianerkriegs am Ontariosee. Der britische Schiffsunteroffizier Charles Cap ist zusammen mit seiner Nichte Mabel Dunham auf dem Weg ins Fort Oswego, wo Mabels Vater als Sergeant Dienst tut. Sie werden von Arrowhead, einem Scout vom Stamm der Tuscarora, und dessen Frau June (im Original Dew-of-June = Juni-Tau) begleitet. Im Wald trifft die Gruppe auf den Waldläufer Nathaniel „Natty“ Bumppo, genannt Pfadfinder, den Mohikaner Chingachgook und den Binnenkapitän Jasper Western. Dieser wurde von Sergeant Dunham geschickt, um seine Tochter sicher durch das Gebiet der mit den Franzosen verbündeten Irokesen zu bringen.
Nach einem ersten Gefecht gelingt es Pfadfinder, die Gruppe auf dem Wasserweg in das an der Mündung des Otsego River in den Ontario-See gelegene Fort zu bringen. Dort eröffnet Sergeant Dunham seiner Tochter, dass er ihre baldmöglichste Verheiratung wünscht, damit er sich keine Sorgen um ihre Zukunft machen muss. Dunham ermuntert Bumppo, um Mabel zu werben. Auch Jasper Western und der Quartiermeister Leutnant Muir machen Mabel den Hof. Bei einem Preisschießen schenkt Pfadfinder Western den ersten Platz, damit dieser den gewonnenen Seidenschal Mabel überreichen kann.
Obwohl Western durch einen anonymen Brief der Spionage bezichtigt wird, soll er mit dem Kutter Scud Nachschub für einen geheimen Stützpunkt auf einer der Tausend Inseln bringen. Leutnant Muir, Sergeant Dunham, Mabel, Cap, Pfadfinder und Chingachgook begleiten ihn. Auf dem Außenposten angelangt, unternehmen Dunham, Pfadfinder, Chingachgook und einige Soldaten eine Erkundungstour. Western segelt mit den abgelösten Soldaten zurück. Zwischenzeitlich begegnet Mabel June. Diese gesteht ihr, dass ihr Mann Arrowhead mit den Franzosen zusammenarbeitet und einen Angriff auf das Lager plant. Mabel gelingt es, sich im befestigten Blockhaus zu verschanzen, während Cap und Muir gefangen genommen werden. Bei der Rückkehr gerät der Erkundungstrupp in einen Hinterhalt. Pfadfinder und der schwer verwundete Dunham können sich in das Blockhaus retten, Chingachgook kann mit einem Kanu entkommen und versucht, im Fort Oswego Hilfe zu holen. Kurz vor seinem Tod bittet Dunham Pfadfinder nochmals, sich um seine Tochter zu kümmern, was dieser ihm auch verspricht.
Am zweiten Tag der Belagerung erreicht die Scud den Stützpunkt. Western gelingt es, die Kanus der Irokesen zu erbeuten. Ihrer Boote beraubt und in Anbetracht der militärischen Übermacht wollen diese kapitulieren. Darüber kommt es zu einer Auseinandersetzung zwischen Arrowhead und Leutnant Muir. In deren Verlauf bezichtigt der Indianer den Quartiermeister des Verrates und ersticht diesen. Bei seiner Flucht wird Arrowhead von Chingachgook getötet. Ein anwesender französischer Offizier bestätigt, dass Muir für ihn spioniert hat und dass dieser durch den anonymen Brief den Verdacht auf Western lenken wollte. Pfadfinder berichtet Western über Sergeant Dunhams letzten Wunsch, er erklärt ihm auch, dass er sich ein Leben mit Mabel in der Wildnis nicht vorstellen kann.
Einige Wochen später besuchen Pfadfinder und Chingachgook Jasper Westerns und Mabel, diese haben sich in der Nähe von Fort Oswego zusammen mit June ein Blockhaus gebaut.

### Textausgaben
- Der Pfadfinder. Vollständige Ausgabe. Bearbeitete Übersetzung von E. Kolb u. a. durch Rudolf Drescher, Illustrationen von D. E. Darley, Insel-Taschenbuch 181, 1. Auflage, Frankfurt am Main 1977, ISBN 3-458-01881-6

### Sekundärliteratur
- Kindlers Literatur Lexikon Band 4. Stuttgart 2009, ISBN 978-3-476-04000-8, S. 177
- Craig White: Student Companion to James Fenimore Cooper. Greenwood Publishing 2006, ISBN 0313334137, S. 147–159